# Ущарлак
Ущарлак — горный хребет на Южном Урале. Находится на территории Ишимбайского и Бурзянского районов Республики Башкортостан.
Хребет Ущарлак Башкирского (Южного) Урала протянулся по меридиану между рек Урюк и Нугуш. Их истоки находятся в Ущарлаке.
Входит в состав заповедника «Башкирский».
Длина — 16 км, ширина — 5 км. Максимальная высота — 706 м. (г. Шуралькаскан). Имеется несколько вершин высотой от 509 до 706 м.
Хребет Ущарлак сложен из терригенных пород инзерской свиты, карбонатов миньярской свиты верхнего рифея, аркозовых песчаников ашинской свиты венда.
Ландшафты — берёзовые, лиственничные леса, горные степи на серых лесных горных почвах.